# Kratovo (Russia)
Kratovo è una cittadina della Russia europea centrale, situata nella oblast' di Mosca; appartiene amministrativamente al rajon Ramenskij.
Sorge nella parte centrale della oblast', una quarantina di chilometri circa a sudest di Mosca.